# 西蒙·查尔顿
西蒙·查尔顿（Simon Charlton，1971年10月25日—），出生於哈德斯菲尔德，是一名前英格蘭足球運動員，慣用腳是左腳，司職左邊衛，此外還能擔任左後衛或中場。在2007年退役後，成為一名诺里奇城球會教練，其後加盟非聯賽球隊米尔登霍尔镇（Mildenhall Town）擔任球員兼領隊。

## 生平

### 球員
哈德斯菲尔德
施蒙·查爾頓在哈德斯菲尔德開展他的足球職業生涯。他在1989至1993年效力哈德斯菲尔德期間，奪得了哈德斯菲尔德球迷票選最喜愛球員（fans' favourite），在效力期間曾上陣超過一百次。之後，以二十五萬英鎊轉會至英超聯球會。
修咸頓及伯明翰
在南安普顿打滾了三個球季後。在1997年年末被外借至伯明翰城，之後在1998年1月正式被提出收購，以二十萬鎊完成交易。
保頓
在2000年，施蒙·查爾頓夏季免費轉會至博尔顿，也在2003至04年賽季被球迷票選為最喜愛球員。但在2004至05年賽季完結後，突然以二十五萬鎊轉會至諾域治。
諾域治
經過一季比賽後，施蒙·查爾頓仍未能拯救球隊成功護級。最終在2005至06賽季後被棄用。他在一片陰霾之中離開了球會，轉會至奧咸，並抨擊領隊（Nigel Worthington）在報紙上的言行，指領隊把他作為球隊落敗的代罪羔羊。
奧咸
西蒙·查尔顿的生涯的出現另一個高峰。他在2006年8月8日簽下了與奥尔德姆的一年合約。首杖上陣對斯旺西，雖然他犯下天條，給予對手一個十二碼，幸好這球被撲救，接着他傳中並引致入球，是全場唯一入球，賽後奪得比賽最佳球員。在2007年5月7日合約完畢並以三十五歲高齡退出職業生涯。

### 教練及領隊
施蒙·查爾頓退役後成為諾域治的青訓學院教練，其後於2009年4月出任非聯賽球隊米尔登霍尔镇（Mildenhall Town）的領隊。

## 外部連結
- 足球資料庫
- 諾域治元老：西蒙·查尔顿 （页面存档备份，存于）
- 互動百科 - 人物百科[永久]